# Milan Šteindler
Milan Šteindler (* 12. dubna 1957 Praha) je český humorista, herec, scenárista a režisér.
Spolupodílel se na natáčení seriálu Česká soda; společně s Davidem Vávrou založil divadlo Sklep.

## Dílo

### Scénář
- Vrať se do hrobu! (společně s Halinou Pavlowskou)
- Česká soda (společně s Davidem Vávrou a Petrem Čtvrtníčkem)

### Režie
- Perníková věž
- Česká soda
- Díky za každé nové ráno – Český lev za režii a pro nejlepší film roku 1994
- Vrať se do hrobu!
- O život
- Stalingrad – druhý režisér

## Herecká filmografie
- Tak láska začíná (1975) … učeň
- Vesničko má středisková (1985) … závozník Šesták
- Přátelé Bermudského trojúhelníku (1987) … neschopný dispečer v povídce Tramvaj do Poděbrad
- Kopytem sem, kopytem tam (1988) … Dědek
- Pražská 5 (1988) … dr. Milan Šteindler CSc., lektor; v povídce Na brigádě … vedoucí
- Vrať se do hrobu! (1989) … Víťa Jakoubek
- Corpus Delicti (1991) … Ruda
- Mí Pražané mi rozumějí (1991) … Mozart
- Krvavý román (1993) … uprchlý blázen
- Díky za každé nové ráno (1993) … příslušník StB
- Der Salzbaron (1993) (TV seriál) … Stani
- Příliš hlučná samota (1994) … řidič
- Česká soda 11–12 (1995) (TV)
- Eine Kleine Jazzmusik (1996) … katecheta Melounek
- Život na zámku (1996) (TV seriál) … Drs
- Bumerang (1996) … Pingl
- Česká soda (1998)
- Stůj, nebo se netrefím (1998) … Helmut
- Pasti, pasti, pastičky (1998) … kuchař
- Cesta z města (2000) … hajný
- Vyhnání z ráje (2001) … Igor, producent
- Mazaný Filip (2003) … ředitel Benjamin Frogg
- Redakce (2004) (TV seriál) … Lubor
- Skřítek (2005) … vrátný
- Hypnóza (2005) (TV) … provozní Rudla
- Dobrá čtvrť (2005) (TV seriál) … školník gymnázia
- Rafťáci (2006) … otec Danyho
- Clever (2006)
- Gympl (2007) … učitel fyziky a taxikář Milan
- Ulovit miliardáře (2009) … PR manažer Egon Rázný
- Gympl s (r)učením omezeným (2012) … hospodář gymnázia Marcel Lichtenberg
- PanMáma (2013) … Jarmila Beranová
- Hodinový manžel (2014)
- Drazí sousedé (2016) … Čenda Birmbacher
- Dvojníci (2016)
- Temný Kraj (2017) … Ing. Oldřich Jeroným
- Bajkeři (2017)
- Přání k mání (2017)
- Kapitán Exner (2019) (TV seriál)
- Specialisté (2019) (TV seriál)
- Občanka (2019) (TV seriál)
- Dvojka na zabití (2021)
- Případ mrtvého nebožtíka (2020)
- Casting na lásku (2020)
- Mstitel (2021)
- Tady hlídáme my (2021)
- Cesta domů (2021)
- Pánský klub (2022)
- Zoo (2023)
- Eliška a Damián (2023)
- Holka od vedle (2025)
- ZOO Nové začátky (2025)